# Temple of the Dog
Temple of the Dog – jednorazowy projekt muzyczny muzyków z Seattle, którego rezultatem było nagranie płyty pod tym samym tytułem.
Ta grunge’owa supergrupa muzyczna powstała w 1990, z inicjatywy Chrisa Cornella - wokalisty Soundgarden, oraz muzyków zespołu Pearl Jam. Materiał jaki stworzono był swego rodzaju terapią po śmierci przyjaciela muzyków, wokalisty zespołu Mother Love Bone - Andy’ego Wooda. Nazwa grupy nawiązuje do fragmentu tekstu utworu Mother Love Bone, pt. Man of Golden Words.
Album nagrywany był w listopadzie i grudniu 1990 roku. Wydany został 16 kwietnia 1991 roku przez wytwórnię A&M Records i zawiera dziesięć piosenek, upamiętniających pamięć zmarłego Andy’ego Wooda, wokalistę zespołu Mother Love Bone. Utwór Hunger strike był promowany teledyskiem.

## Historia
Andy Wood był jednym z głównych muzyków sceny rockowej Seattle. Był uzależniony od narkotyków i znaleziono go w stanie śpiączki po przedawkowaniu heroiny na dwa tygodnie przed ukazaniem się debiutanckiego albumu zespołu Mother Love Bone, Apple. Zmarł nie odzyskawszy przytomności 19 marca 1990 roku. Jego śmierć była ogromnym ciosem nie tylko dla kolegów z zespołu, ale dla wszystkich jego przyjaciół. Chris Cornell, który mieszkał w tym czasie z Andym, napisał, dla rozładowania smutku po stracie przyjaciela, utwory Reach Down i Say Hello 2 Heaven. Poprosił Stone’a Gossarda i Jeffa Amenta o współpracę przy nagraniu. Tak narodził się pomysł sesji nagraniowej.
Wkrótce do muzyków dołączyli Matt Cameron (wówczas również muzyk Soundgarden) oraz Mike McCready. W czasie nagrań okazało się, że to nie tylko spotkania przyjaciół. Stworzono materiał nie pasujący ani do ówczesnego muzycznego oblicza Soundgarden ani do rodzącego się Pearl Jam. Na sesje nagraniowe trafił także Eddie Vedder, który przeniósł się do Seattle z San Diego aby dołączyć do muzyków Mother Love Bone.
Sesje nagraniowe odbyły się od listopada 1990 do grudnia 1990 w London Bridge Studio w Seattle. Cały album został nagrany w zaledwie 15 dni. Poza dwoma utworami, które zostały napisane jako komentarz do śmierci Wooda, pozostałe zostały stworzone przez Cornella podczas trasy koncertowej jeszcze przed tym wydarzeniem lub zostały ponownie opracowane przez Gossarda i Amenta na podstawie ich istniejących dem. Nagrany materiał miał charakter powolny i melodyjny, bardzo odmienny w warstwie muzycznej od agresywnej muzyki rockowej, jaką Cornell tworzył wcześniej z zespołem Soundgarden. Wszystkie teksty zostały napisane przez Cornella. Praca nad albumem stanowiła pierwsze doświadczenie McCready’ego i Veddera jeśli chodzi o proces nagrywania materiału muzycznego. 
Płyta została wydana w kwietniu 1991 i nigdy nie miała zbyt wielkiej sprzedaży (dopiero później na fali popularności Pearl Jam i Soundgarden). Temple of the Dog miał (zgodnie ze wspomnieniami Matta Camerona) jeden oficjalny występ w „Off Ramp Café” 13 listopada 1990 roku. Zanotowano jeszcze dwa, oba nie były oficjalnymi, zapowiadanymi koncertami i wynikały tylko ze spotkania muzyków: w październiku 1991 w czasie występów w „Foundations Forum” i w czasie ostatniego koncertu trasy Lollapalooza w 1992.

## Skład
- Chris Cornell – wokal prowadzący, banjo, harmonijka, gitara rytmiczna
- Eddie Vedder – wokal prowadzący, wokal wspierający
- Jeff Ament – gitara basowa
- Stone Gossard – gitara elektryczna, gitara slide, gitara akustyczna
- Mike McCready – gitara elektryczna
- Matt Cameron – perkusja

- Rick Parashar – organy, fortepian, produkcja, mastering
- Don Gilmore – inżynieria dźwięku
- Lance Mercer, Josh Taft – zdjęcia
- Ken Perry – mastering
- Rich Frankel, Walberg Design – dyrekcja artystyczna i projekt

## Dyskografia

### Albumy
- Temple of the Dog (1991)

### Single
- „Hunger Strike” (1991)
- „Say Hello 2 Heaven” (1991)
- „Pushin Forward Back” (1991)